# Regeringscoalitie
Een regeringscoalitie is een samenwerking van twee of meer politieke partijen, meestal met een meerderheid van zetels in het parlement, die een regering steunen zodat die een deel van hun doelstellingen werkelijkheid kan maken. Zo'n regering wordt "coalitieregering" genoemd en bestaat geheel of grotendeels uit ministers en staatssecretarissen afkomstig uit die partijen.
Regeringscoalities komen in vrijwel alle landen voor waar de volksvertegenwoordiging gekozen wordt door middel van het stelsel van evenredige vertegenwoordiging, waarbij geen van de deelnemende politieke partijen op basis van meerderheid van stemmen alleen kan regeren.
Het komt soms voor dat de coalitiepartijen samen geen meerderheid (meer) hebben. De coalitie kan dan telkens afhankelijk van het onderwerp proberen voldoende steun bij andere partijen te vinden, dit heet: "regeren met wisselende meerderheden". 

## Waaierdemocratie

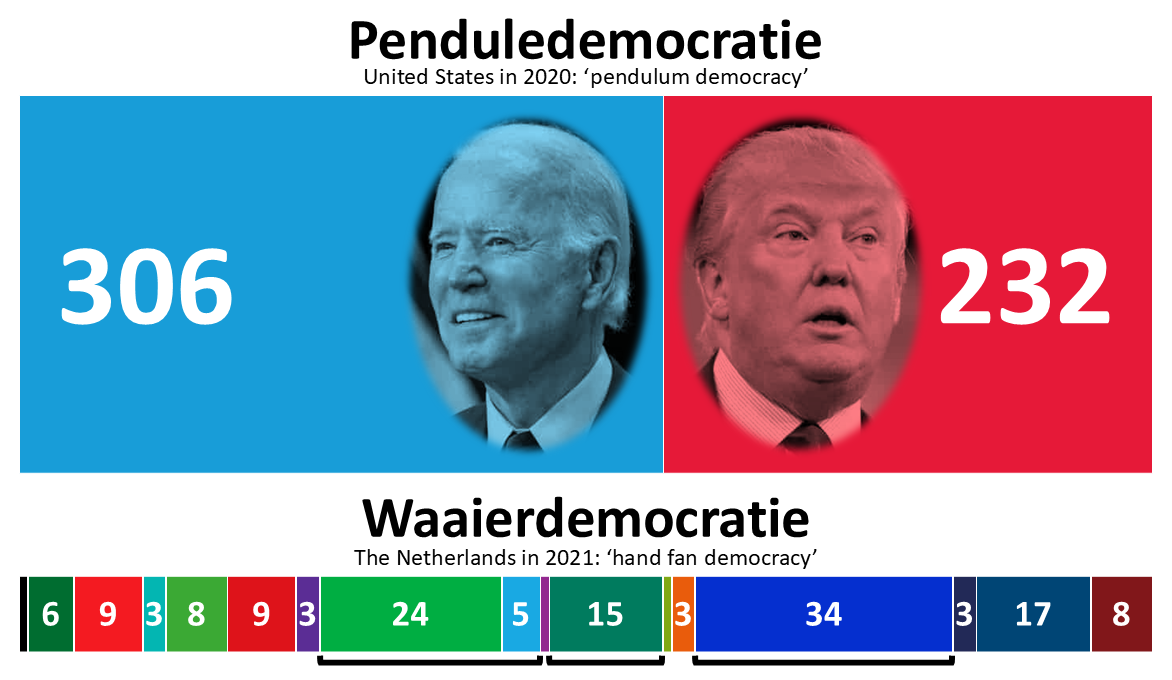
Het Kabinet-Rutte-IV bevatte precies dezelfde partijen als het Kabinet-Rutte-III ondanks de nodige verschuivingen in de verkiezingsuitslag van 2021.

Waaierdemocratie is een term die in de jaren zestig werd geïntroduceerd door PvdA-politicus Ed van Thijn. Het verwijst naar een democratie met evenredige vertegenwoordiging waarin partijen na de verkiezingen gaan formeren om een meerderheid te vormen. Dit leidt meestal tot regeringscoalities rond het politieke midden. Vaak zijn dit regenboogcoalities met zowel linkse als rechtse partijen waarbij er altijd minstens één partij in de coalitie zit die ook in de vorige regering zat. Dit zorgt voor een zekere continuïteit binnen het kabinet, maar kan de invloed van verkiezingsuitslagen beperken doordat dezelfde partijen steeds weer regeren. Hierdoor ontstaat er vaak een gebrek aan duidelijke oppositie vanuit het midden, wat onvrede onder kiezers kan veroorzaken. Deze onvrede richt zich vaak op de uiterste flanken van het politieke spectrum, wat kan leiden tot de opkomst van meer extreme partijen aan de randen van het politieke landschap. Van Thijn waarschuwde dat deze manier van coalitievorming het draagvlak voor het politieke midden kan uithollen en zo de stabiliteit van het politieke systeem onder druk kan zetten. Een waaierdemocratie kan zich zo ontwikkelen tot een tangdemocratie.

## Blokpolitiek

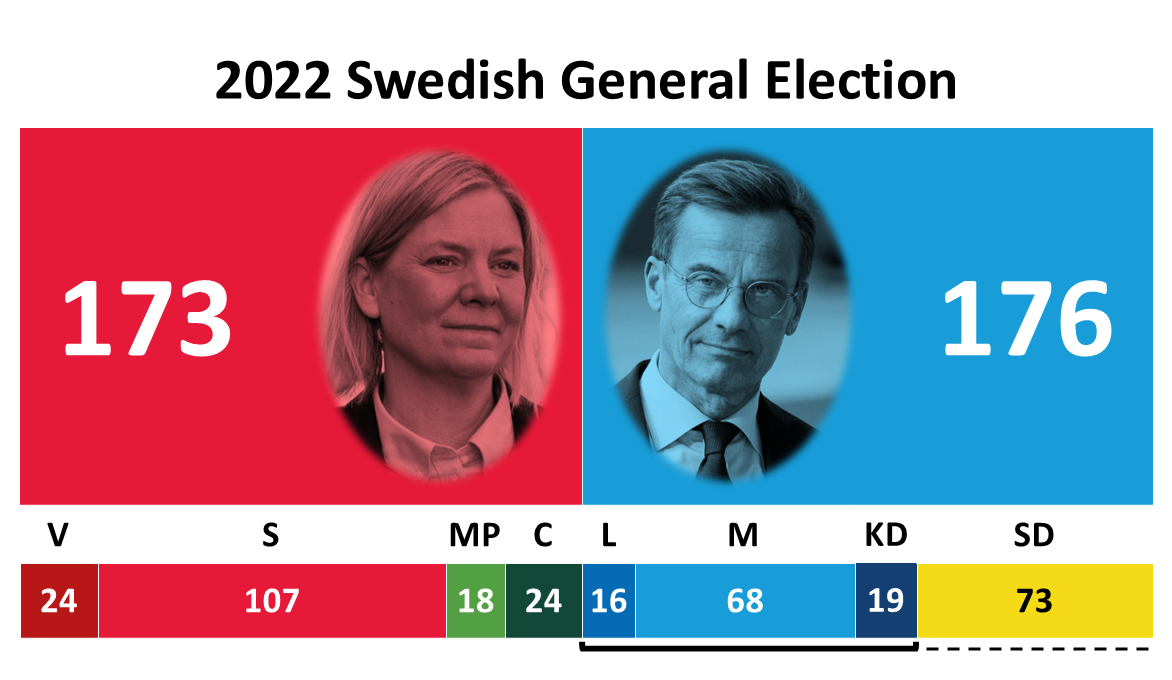
In landen met blokpolitiek zoals Zweden vormen partijen voor de verkiezingen vaste coalities wat resulteert in een penduledemocratie binnen een stelsel van evenredige vertegenwoordiging.

In landen met een meerderheidsstelsel, zoals de Verenigde Staten en het Verenigd Koninkrijk, hoeft de winnaar van de verkiezingen geen coalitie te vormen om te regeren. Dit systeem werd door Ed van Thijn omschreven als een penduledemocratie, waarbij de macht regelmatig tussen linkse en rechtse partijen wisselt. In democratieën met een systeem van evenredige vertegenwoordiging is er meestal sprake van een "waaierdemocratie", waarin een divers palet aan partijen de mogelijkheid heeft om na de verkiezingen een coalitie te vormen.
Echter, in sommige landen met evenredige vertegenwoordiging is er sprake van blokpolitiek, wat een uitzondering vormt op de gebruikelijke waaierdemocratie. Voorbeelden hiervan zijn Zweden, Noorwegen, Denemarken en Nieuw-Zeeland. In deze landen vormen politieke partijen al vóór de verkiezingen vaste coalities. Hierdoor ontstaan er twee duidelijke blokken die met elkaar concurreren om de macht. Deze blokken wisselen elkaar af in de regering, wat zorgt voor een meer voorspelbare en stabiele politieke situatie in vergelijking met landen waar coalities pas na de verkiezingen worden gevormd.

## België
In België bestaat sinds eind 1958 elke (federale) regering uit meerdere partijen. De laatste homogene regering was Regering-G. Eyskens II, die alleen uit christendemocraten bestond. Ook in de gewest- en de gemeenschapsregeringen zijn coalities de regel. Op dit niveau zijn er anno 2022 nog nooit regeringen geweest die maar uit één partij bestonden.

## Nederland
Ook in Nederland bestaat een regering altijd uit minstens twee partijen, maar vaker nog uit drie of meer.